# Heather Gables
Heather Gables (California; 6 de marzo de 1983) es una actriz pornográfica que ingresó a la industria en el año 2004, a los 21 años.

## Biografía
Gables creció en el Condado de Orange, California. Estuvo en el equipo de cross country y nadó para su escuela, graduándose con honores. Estuvo estudiando en una de las facultades de la Universidad de California antes de iniciar su carrera pornográfica con el apoyo de su novio. Hizo malabraismos para continuar con sus estudios, pero finalmente se mudó a Los Ángeles para dedicarse al porno a tiempo completo.
Firmó un contrato con Extreme Associates en el 2005 cambiándose el nombre de Heather Gables a Paris Gables pues Lizzy Borden pensó que se parecía a Paris Hilton. Su primera película con Extreme, Confessions of an Anal Heiress, fue una parodia del libro de Paris Hilton's Confessions of an Heiress.

## Premios
- 2006 Premios AVN nominada – Mejor Escena Sexual Tres Vías (Choke It Down – nominaada con Manuel Ferrara y Randy Spears)
- 2006 Premios AVN nominada – Mejor Escena Sexual Tres Vías (Cum Fart Cocktails 2 – nominada con Sandra Romain y Manuel Ferrara)[4]
- 2007 Premios AVN nominada – Mejor Escena de Sexo Anal en Video (Weapons of Ass Destruction 4 – nominada con Mandingo)[5]